# Burnham Market
Burnham Market è un villaggio e parrocchia civile dell'Inghilterra, appartenente alla contea del Norfolk.

## Curiosità
Burnham Market viene citata in uno dei romanzi più noti della popolare scrittrice statunitense di best-sellers Danielle Steel, "Beauchamp Hall", come luogo di soggiorno della protagonista della storia.